# Pachara Pattabongse
Pachara Pattabongse (Thai: อัจฉรา ปัตตพงศ์; * um 1938) ist eine ehemalige thailändische Badmintonspielerin. Sie war eine der bedeutendsten Akteurinnen der 1960er Jahre in dieser Sportart in Thailand.
1958 machte sie international das erste Mal auf sich aufmerksam, als sie die Malaysia Open gewann. Ein Jahr später siegte sie sowohl bei den Malaysia Open als auch bei den Südostasienspielen im Badminton im Dameneinzel. In der zweiten Auflage der Südostasienspiele 1961 verlor sie das Finale gegen Tan Gaik Bee aus Malaysia und holte damit Silber. 1966 gewann sie die Bronzemedaille bei den Asienspielen im Doppel mit ihrer Schwester Pratuang Pattabongse. Vier Jahre später erkämpfte sie sich sowohl Bronze im Damendoppel mit Sumol Chanklum als auch Silber im Mixed mit Bandid Jaiyen. 1971 reichte es noch einmal Gold bei den Südostasienspielen, wo sie das Doppel mit Thongkam Kingmanee gewann.